# Cheiranthera volubilis
Cheiranthera volubilis là một loài thực vật có hoa trong họ Pittosporaceae. Loài này được Benth. mô tả khoa học đầu tiên năm 1863.